# Bangalaia sulcicollis
Bangalaia sulcicollis är en skalbaggsart som först beskrevs av Hermann Julius Kolbe 1893.  Bangalaia sulcicollis ingår i släktet Bangalaia och familjen långhorningar.
Artens utbredningsområde är:
- Nigeria.
- Sierra Leone.
- Togo.

Inga underarter finns listade.